# فیبر چوبی سیمانی
فیبر چوبی سیمانی (انگلیسی: Cement-bonded wood fiber) 
فیبرچوبی-سیمانی، موادی کامپوزیتی است که در دنیا تولید می شود. این ماده از چوب (اغلب ضایعات چوب) ساخته می شود. چوب ها درطبقه بندی خاصی، خرد می شوند و سپس تبدیل به مواد معدنی شده و با سیمان پرتلند ترکیب می شوند. 

## موارد مصرف
فیبر چوبی-سیمانی برای ساخت انواع گسترده ای از محصولات اولیه در صنعت ساخت و ساز استفاده می شوند(محصولاتی مثل عایقکاری اشکال بتنی، مواد نمای سایدینگ و عایق های صوتی).
مصالح فیبر چوبی-سیمانی را می توان به چگالی کم، چگالی متوسط و چگالی زیاد طبقه بندی کرد. این چگالی مواد، تا حد زیادی، ویژگی های مختلف محصول نهایی را تعیین می کنند.
عوامل تعیین کنندۀ دیگر درعملکرد کلی مواد فیبرچوبی سیمان چینی عبارتند از:
- نوع خرده چوب

- طبقه بندی خرده چوب

- نسبت سیمان به چوب

- میزان تبلور خرده چوب ها در زمان ترکیب

متداولترین نوع، فیبرچوبی سیمانی، با چگالی کم است. این نوع برای پروژه های تأییدشدۀ LEED و انواع دیگر ساخت وساز های سبز مشهور است. خود مصالح %100 بازیافتی است و برای عایقکاری و خواص آکوستیکش شناخته شده است. فیبر چوبی-سیمانی اغلب تحت امتیاز Durisol شناخته می شود. 